# Hans Högl
Hans Högl (* 25. Jänner 1942 in Asperhofen bei Neulengbach, NÖ) ist ein österreichischer Medien- und Bildungssoziologe, emeritierter Professor und Publizist. Er schloss drei Fachstudien ab: Soziologie, Publizistik und Theologie, jeweils mit Diplom (Mag.) und Dr. phil. (Soziologie, Publizistik an der Universität Wien 1980)

## Biografie
Högl wuchs in Asperhofen bei Neulengbach im Bezirk St. Pölten auf. Zwei seiner fünf Brüder kamen aus dem Zweiten Weltkrieg zurück. Nach der 7. Klasse der Volksschule bot sich die Chance für den Besuch der Missions-Gymnasien – zuerst in St. Severin (Steiermark) ab der 2. Klasse. Danach besuchte er das Gymnasium in St. Rupert (Salzburg) und absolvierte 1962 die Matura.
Er studierte von 1962 bis 1965 Philosophie an der Hochschule St. Gabriel bei Wien. Hier wurde sein Interesse für Sozialfragen geweckt. Während des Vatikanums II unsicher geworden, verließ er St. Gabriel, studierte von 1965 bis 1967 Katholische Theologie in Innsbruck und erfuhr vom Lateinamerika-College für Weltpriester in Löwen/Belgien. Mit Auslandsstipendien des Bildungsministeriums konnte er von 1967 bis 1971 an der französischen Fakultät Sociologie du Dévelopement und Communication sociale studieren – mit dem späten Entschluss, kein Priester zu werden. Er erwarb die Diplome lic. en sociologie und lic.en communication sociale.
Zurück in Österreich und nach dem Militärdienst von 1973 bis 1974 versuchte er von 1975 bis 1980 beruflich in Wien Fuß zu fassen: Kurze Medien-Praktika (ORF Radio Ö1, Die Presse), Fremdenführung auf Englisch und Französisch und auf Honorarbasis mit freier Zeiteinteilung Bildungsforscher am Institut für angewandte Soziologie (IAS) (1977/78) und Religionsunterricht.
1980 promovierte er zum Dr. phil. für Soziologie und Publizistik an der Universität Wien mit der nichtpublizierten Dissertation Presse in der Demokratie und Möglichkeiten zu rationaler politischer Urteilsbildung (Textvergleich von Le Monde und Frankfurter Allgemeine zu den von New York Times publizierten Pentagon Papers).
Von 1981 bis zu Pensionierung 2003:
Bundesminister Moritz ernannte ihn 1985 zum Professor im Bereich Pädagogischer Akademien, später Hochschulen. So lehrte er vorwiegend Soziologie, auch Medienpädagogik, Politische Bildung. Er leitete 15 Fallstudien in österreichischen Gemeinden und referierte zum Thema Tourismusfolgen als Universitäts-Lektor am Institut für Soziologie in Innsbruck und am Institut für Raumplanung (Univ. f. Bodenkultur Wien).
Im Juli 1991 führte er für die Abteilung Entwicklungsländer des Außenministeriums eine quantitative Studie in Westafrika (Cap Verde) durch mit dem Hintergrund einer geplanten Flussverbauung.

### Studien und Forschungen
Der Fokus von Högls Studien sind Ländlicher Raum (Gemeindestudien), Medien und internationale Politik und Wissenssoziologie und Einstellungswandel. Am meisten Beachtung fanden seine Bücher zu Tourismusfolgen.
Zur Tourismusstudie 1995 gab es diverse Medienberichte – in Vorarlberg und Tirol, in der "Furche" und im "Journal Panorama" in Radio Ö 1, im "Standard" mit dem Titel "Wie geht es Bereisten" (2. Sept. 1995).
Der Soziologe Reinhard Bachleitner (Univ. Salzburg) ortete in Högls Tourismusstudie einen "Ideologieverdacht", wohl weil dieser früh auf Folgen des Klimawandels verwies und auch explizit Endwertungen traf. Und aus 12 Zeilen über Drogensucht und ungeklärten Selbstmorden Jugendlicher im talengen Pinzgau (Högl 1975, 114 f.) konstruierte Bachleitner eine Högel`sche Suizidthese: der Tourismus führe zu Selbstmorden, und Bachleitner widerlegte seine eigene Konstruktion in der "Österr. Zeitschrift für Soziologie" und auf einem deutschen Soziologen-Kongress. Von Selbstmord wegen Tourismusfolgen war in Högls Buch nie die Rede.
Die Tourismusstudie war insofern Unikat, als es nicht um Geschäft ging, sondern um Belastungen für Tourismusorte, für Vermieter, den Service, für Bergbauern, Arbeiter. Die Studie war ein Projekt Studierender und war nicht vom Tourismus finanziert. Das Buch begrüßten die Univ. Professoren Horst Tiwald (Einladung des Autors nach Hamburg) und Werner Bätzing (Erlangen). Univ.-Rektor Manfried Welan würdigte Högls 2001 erschienenes Buch Bin kein Tourist. Ich wohne hier. Fremdenverkehrsgemeinden im Stress wie folgt:

### Privates
Högl ist seit 1975 mit Eveline, geb. Hohberg, einer Arzttochter, in Wien verheiratet und hat einen Zweitwohnsitz im Salzkammergut. Das Ehepaar hat zwei Kinder, liebt Bildende Kunst und unternimmt Studienreisen nach Ländern in Europa, in den Nahen Osten; nach Amerika, Westafrika und Asien.
Högl ist Mitglied im Presseclub Concordia und engagiert sich im Stadtteil Dornbach/Wien.

### Mediales Engagement
Der emeritierte Hochschullehrer war von 2003 bis 2013 Präsident der Vereinigung für Medienkultur, ist seitdem Vizepräsident, interveniert bei Gremien und äußert sich als Hauptredakteur der Internet-Plattform medienkultur.at. Laut Medienimpulse geht es ihm dabei u. a. „um eine kritische Perspektive auf die Medienkonzentration in Österreich“ und den Blick auf in- und ausländische Qualitätsmedien.
Fallweise moderiert er im Presseclub Concordia – so ein Podium über den Ländlichen Raum:

## Publikationen und Studien (primär Zeitschriftartikel)
Politik und Medien
- 1971 Angst vor Generation "W"? – den Whistleblowern Snowden, Assange, Ellsberg (1971).
- 1972 Wirkungen in Informationen. Mémoire de fin d`études. Université de Louvain. 1972. (Nicht publizierte Diplomarbeit).
- 1980 Presse in Demokratie und Möglichkeiten zu rationaler politischer Urteilsbildung. Diss.phil. Wien 1980. Nicht publiziert.
- 1983 Medienkritik von Elitezeitungen. In: Bernard J., Didaktische Umsetzung der Zeichentheorie, Baden b. Wien 1983, 310-320.
- 2006 Wer soll wen wohin integrieren? Analyse in: Wiener Zeitung, 10. Mai 2006, Seite „Wissen“
- 2008 Indien: Einblicke/Blitzlichter. In: Interesse. Soziale Information Nr. 4, 2008/2, Linz a. Donau.
- 2009 Kalkutta – Stadt der Paläste und Kultur. In: Wiener Zeitung, Beilage „Wiener Journal“, S. 18–22, 23. Okt. 2009, Nr. 206.
- 2011 Vielfalt u. Einfalt in Österreichs Medien. In: Hintergrund. Das Nachrichtenmagazin, Frankfurt/Main, 1. Quartal 2011, S. 24–27.
- 2012 No News is good News. In: soziologie heute, Juni 2012, 16-18.
- 2015 Richard Coudenhove. Pan-Europa versus Hitler. In: soziologie heute. April 2015, 6-9. (Moderation dazu in Veranstaltung im Haus des Europäischen Parlaments 2013).
- 2015 Pressefreiheit-multikulturell u. grenzenlos. Materialien zu Charlie Hebdo.In: Quart Nr. 1/2015, 14f.
- 2016 Medienkultur – quo vadis? In: Nachrichten und Stellungnahmen der Katholischen Sozialakademie Österreichs. Nr. 1/2016, S. 1–3.
- 2017 Wir sind Medien-nicht sprachlose Partner. In: Gesellschaft und Politik. Nr. 2, Okt. 2017, 49-55.
- 2018 Nationalismen und das Europa von Robert Schuman. In: soziologie heute, April 2018, 38-40.
- 2021 Ideale und reale Demokratie. In: Wiener Zeitung. Extra. 20. Nov. 2021, S. 1 f
- 2021 Vom Vietnam- zum Irakkrieg. In: Hintergrund II. 2021, 54-67. (Osnabrück).
- 2021 Demokratie-Werkstatt im antiken Athen. In: soziologie heute

Tourismus/Gemeinden
- 1989 Riß durchs Dorf. Dorfleben -ein Miteinander? Eine explorative Befragung im Weinviertel. Wien 1989. Forschungsbericht, 70 Seiten.
- 1994 Aspekte des Urlaubs am Bauernhof u. die Sommerfrische. Institut für Landeskunde NÖ 1994, S. 79–96.
- 1995 Hinter den Fassaden des Tourismus. Dörfer im Stress. StudienVerlag, Innsbruck
- 1995 Hinter den Fassaden des Tourismus. Dörfer im Stress. StudienVerlag Innsbruck 1995
- 2001 Bin kein Tourist. Ich wohne hier. Fremdenverkehrsgemeinden in Stress. Verlag für Ethik & Gesellschaft, Wien 2001, ISBN 3-900944-15-6.

Pädagogischer Bereich
- 1979 Berufssituation. Sozial-u. wirtschaftswissenschaftliche Berufe. Bildungsministerium und für soziale Verwaltung, Wien 1979, S. 13-36. (Beratungsbuch)
- 1980 Die praxisbegleitende Ausbildung in der Bewährung. Deutsches Institut für Pädagogik, Münster 1980. Umfang 46 S., Forschungsbericht.
- 1984 Zur Rollenfixierung weiblicher und männlicher Pastoralassistenten. In "Diakonia". Internationale Zeitschrift für die Praxis der Kirche 15, 1984, 202-204.
- 1995 Freizeit von Jugendlichen in einer österr. Bezirks- und Schulstadt. Jugendstudie Horn (NÖ). Bericht.
- 2004 Hans Högl u. a.: Evaluation der Implementierung d. Landeslehrer-Dienstgesetzes anhand von Schul- u. Fallstudien. Studie für das Bildungsministerium. Bericht Region Ost. 311 Seiten. 2004.
- 2001 Analyse einer Hauptschule mit musisch-kreativem Schwerpunkt: Ebenfurth 2001. (Forschungsbericht)
- 2000 Evaluation einer Computerhauptschule. Neufeld/Burgenland (Forschungsbericht).
- 2010 Schulheimat für Migrantenkinder. In: soziologie heute, Febr.2010 und Wiener Zeitung: "Ich kann das Wort Integration nicht mehr hören".
- 2023 Fernes Echo: Transzendenz. Bezüge zu einem Bereich jenseits vorfindbarer Wirklichkeit. In: Soziologie heute, August 2023, S. 36 f.